# Gdańska Stocznia „Remontowa”
Gdańska Stocznia „Remontowa” (pełna nazwa: Gdańska Stocznia „Remontowa” im. Józefa Piłsudskiego S.A.; nazwa handlowa: „Remontowa” SA; ang.: Gdańsk Shiprepair Yard „Remontowa” S.A.) – największa polska stocznia remontowa, położona na Ostrowiu w Gdańsku.
Działa w branży okrętowej remontując, przebudowując i budując obiekty pływające. Jest stocznią specjalistyczną, zajmującą się produkcją niemasową. Z początkiem XXI wieku rozpoczęła działalność w dziedzinie offshore. Jest częścią grupy Remontowa Holding, składającej się jeszcze m.in. z Remontowa Shipbuilding i mniejszych spółek branż kadłubowych, elektrycznych, rusztowaniowych i in.
W rankingu specjalistycznego pisma Drydock dotyczącego najlepszych i największych stoczni remontowych „Remontowa” SA zajmuje miejsca w pierwszej trójce w Europie i w pierwszej piątce na świecie. Jest także notowana w krajowych rankingach największych firm w Polsce (m.in. „500 Polityki”). Obsługuje ok. 3% światowego portfela modernizacji jednostek pływających (stan na 2023 rok).
W skład zarządu wchodzą: Michał Habina (Prezes), Marek Sokołowski (Członek Zarządu), Marcin Seroka (Członek Zarządu), Sławomir Ostrowski (Członek Zarządu).

## Dane podstawowe
- Liczba zatrudnionych: 1757
- Infrastruktura[3]

Logo

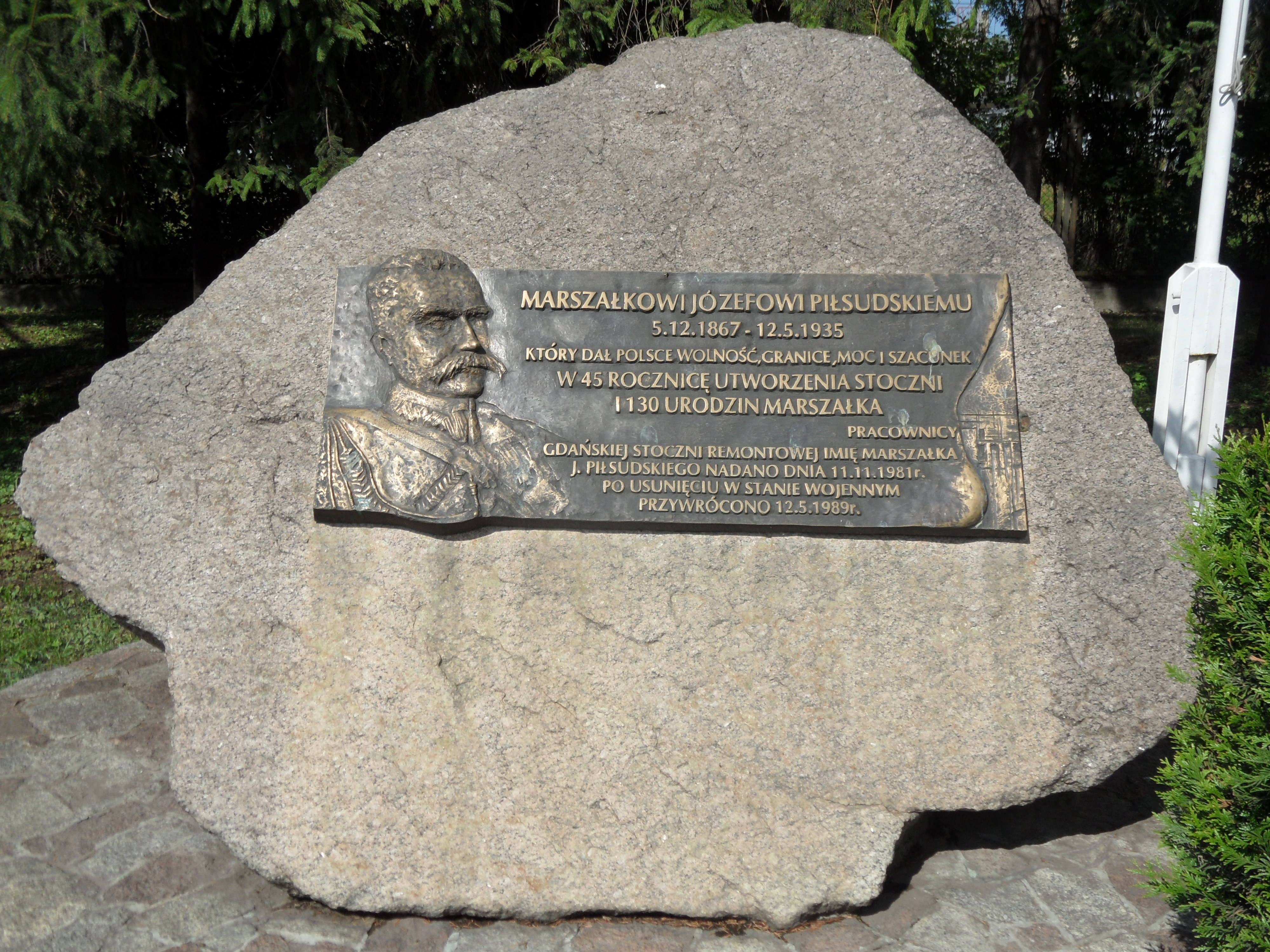
Pomnik Józefa Piłsudskiego z 1997 w Gdańskiej Stoczni "Remontowa"

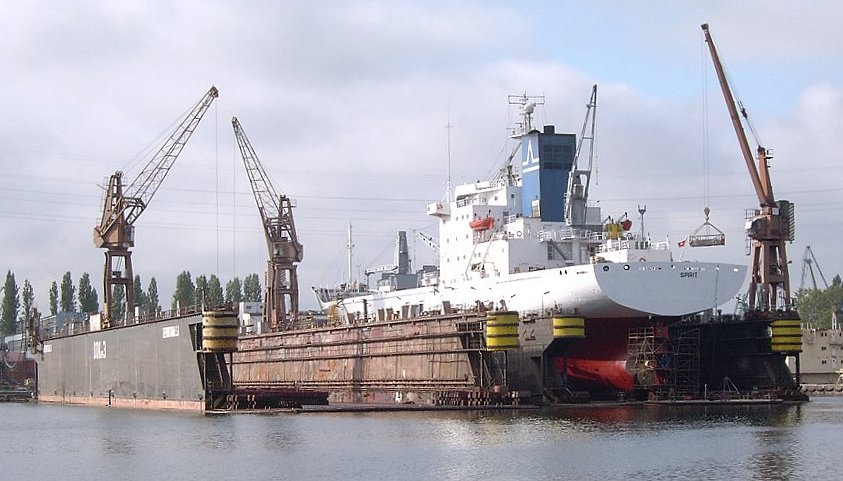
Doki pływające Stoczni Remontowej: pusty oraz z zadokowanym statkiem

  - Doki pływające (nośność, możliwości dokowania, długość):
    - Dok 1: 6400 ton, 8000 dwt, 131 m (rok produkcji: 1941, prawdopodobnie Siemens)
    - Dok 2: 3200 ton, 4000 dwt, 87 m
    - Dok 3: 15 000 ton, 50 000 dwt, 189 m
    - Dok 4: 9000 ton, 18 000 dwt, 164 m
    - Dok 5: 25 000 ton, 85 000 dwt, 225 m
    - Dok 6: 36 000 ton, 135 000 dwt, 255 m

  - Półzanurzalne barki służące do dokowania platform offshore(długość, powierzchnia pokładu, dopuszczalne obciążenie, maksymalna masa całkowita):
    - Rem Lift 24000 - 140 m, 4320 m², 15 t/m², 24000 ton
    - Rem Lift 25000 - 140 m, 5120 m², 15 t/m², 25000 ton

  - Pochylnia o długości 160 m i szerokości 33 m
  - Żuraw pływający REM-220 o nośności 220 ton
  - 24 Żurawie nabrzeżowe o nośności do 300 ton

Produkcja na przestrzeni lat:
- 2018 rok: wyremontowano 147 statków[4]
- 2024 rok: wyremontowano ponad 140[5]

Dane finansowe:
| Rok  | Przychód [mln zł] | Wynik netto [mln zł] |
| ---- | ----------------- | -------------------- |
| 2000 | 458               |                      |
| 2001 | 426               |                      |
| 2002 | 548               |                      |
| 2003 | 493               |                      |
| 2012 | 991,4             | 94,2                 |
| 2015 | 1 200             | 36                   |
| 2018 | 1 080             | 65                   |
| 2022 | 1 124             | 71                   |
| 2023 | 1 646             | 76                   |

## Historia

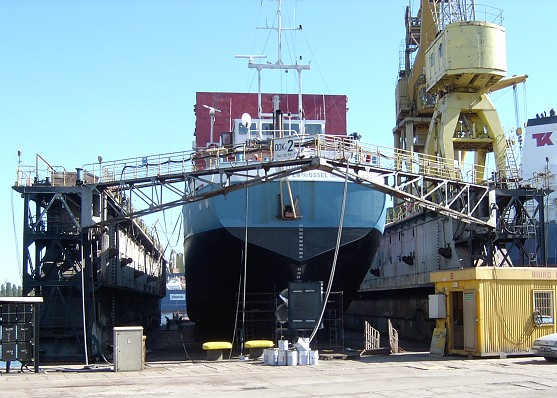
Dok pływający nr 2 w Remontowej

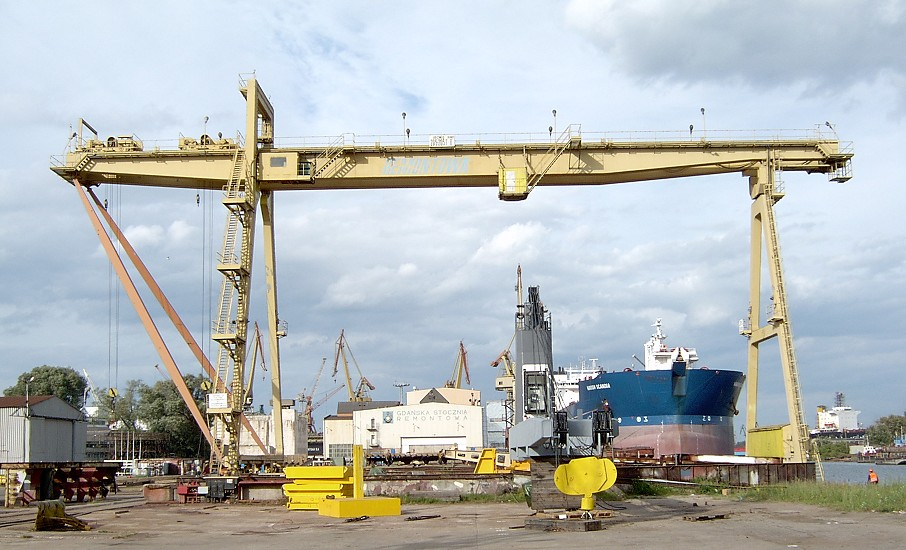
Suwnica bramowa na pochylni Remontowej

1952, 1 lipca – utworzenie przedsiębiorstwa pod nazwą Baza Remontowa – Ostrów z siedzibą w Gdańsku na Ostrowiu.
1952, 7 listopada – zmiana nazwy na Gdańska Stocznia Remontowa.
1958, listopad – liczba zatrudnionych przekroczyła 2000 osób.
1961 – stworzono szkołę przyzakładową, która zapewniała napływ wykwalifikowanych robotników aż do roku 1991, kiedy Stocznia zrezygnowała z finansowania działalności tej placówki.
1962-1964 – budowa serii 100-tonowych barek.
1963 – sprowadzenie ze Szczecina doku pływającego o nośności 2700 ton oraz zakup doku o nośności 11 000 ton.
1964 – liczba zatrudnionych przekroczyła 4320 osób.
1965 i 1967 – budowa 2 doków o nośności 3500 ton.
1968 – budowa doku o nośności 9000 ton.
1970, 15–17 grudnia i 18–20 grudnia – strajki, których efektem było wprowadzenie podwyższonej o 20% stawki godzinowej i zniesienie górnego pułapu premii; budowa doku o nośności 25 000 ton.
1974 – budowa doku o nośności 55 000 ton dla szwedzkiej stoczni Götaverken z Göteborga.
1974 – Stocznia, jako pierwszy zakład na Wybrzeżu, otrzymała Medal Komisji Edukacji Narodowej za zasługi w dziedzinie oświaty i wychowania.
1976 – zakład został odznaczony Orderem Sztandaru Pracy I klasy.
1980, 15 sierpnia – rozpoczęcie strajku okupacyjnego, podczas którego sformułowano 18 postulatów i uchwalono porozumienie z komitetami strajkowymi Stoczni Gdańskiej, Stoczni Północnej i Gdańskiej Stoczni Remontowej (dawna nazwa „Remontowej” SA) uzgadniając, że przerwanie strajku może nastąpić dopiero po wspólnym podjęciu decyzji. W odróżnieniu od Stoczni Gdańskiej, w Remontowej 16 sierpnia strajku nie przerwano. Był on kontynuowany (a w Stoczni Gdańskiej wznowiony) aż do podpisania porozumień sierpniowych 31 sierpnia.
1981, 6 października – pierwsza w historii stoczni operacja skrócenia statku o 7,4 m (rufa o 4,2 m, a dziób o 3,2 m, armator grecki).
1981, 11 listopada – w wyniku plebiscytu wśród pracowników stocznia przyjmuje imię Józefa Piłsudskiego. W uroczystościach nadania imienia dla GSR uczestniczy Marian Jurczyk z Komisji Krajowej NSZZ „Solidarność”.
1981, 13 grudnia – wprowadzenie stanu wojennego i rozpoczęcie strajku okupacyjnego, brutalnie przerwanego w godzinach rannych w dniu 16 grudnia interwencją wojska i milicji. W stoczni pojawiły się czołgi i pojazdy opancerzone, nastąpiły liczne aresztowania i internowania. Pojawił się też tzw. „komisarz wojskowy”, skierowany przez WRON. 28 grudnia strajk w Stoczni Remontowej w Gdańsku na znak protestu przeciw rozbiciu przez ZOMO tablic z imieniem Józefa Piłsudskiego. Strajkujący zostali zatrzymani i przewiezieni do aresztów tymczasowych.
1982 i lata następne – represje wobec działaczy związkowych i uczestników strajku – wyroki pozbawienia wolności od 2 do 7 lat, zwolnienia z pracy, pozbawienie premii i trzynastych pensji.
1986 – zakup doku o nośności 33 000 ton (największego doku pływającego w Polsce).
1988, 23 sierpnia – włączenie się do ogólnopolskiej akcji protestacyjnej i rozpoczęcie strajku okupacyjnego, w czasie którego odbył się wiec z udziałem Lecha Wałęsy.
1989, 12 maja – przywrócenie stoczni imienia J. Piłsudskiego, odebranego po wydarzeniach stanu wojennego.
1989 – reorganizacja stoczni przystosowująca firmę do działań w ramach gospodarki rynkowej; zmiana kierunku sprzedaży: w roku 1990 na rynki zachodnie sprzedawano 8% usług, a w roku 2001 86%.
1993 – zakupiono albańską stocznię w Durrës, która po nieudanych próbach restrukturyzacyjnych i lokalnych zamieszkach została sprzedana w 2003 roku.
1997 – powołanie własnego biura konstrukcyjnego zatrudniającego 100 konstruktorów i specjalistów.
2001 – prywatyzacja stoczni.
2006 – przebudowa doku nr 3, zwiększająca jego wymiary (dł.: z 176 na 189,4 m, szer.: z 34 na 44 m) i nośność (z 11 000 ton na 15 000 ton).
2006 – przekroczenie miliarda złotych przychodu.
2009, marzec – ujawnienie problemów finansowych wynikających z zaangażowania się stoczni w opcje walutowe; ustąpienie prezesa Piotra Soyki (oficjalną przyczyną było przejście na emeryturę) i objęcie tej funkcji przez Jarosława Flonta.

### Prywatyzacja stoczni
W marcu 2001 roku nastąpiła prywatyzacja Gdańskiej Stoczni Remontowej w Gdańsku przez wykup 85% akcji przez spółkę Invest-Rem utworzoną do procesu prywatyzacji za 120 mln zł. W efekcie około 45% akcji stoczni weszły w posiadanie pracowników, 10% do prezesa Piotra Soyki, a reszta akcji weszła w dysponowanie spółek kooperujących ze stocznią, związków zawodowych oraz Navimor International.
Raport Najwyższej Izby Kontroli z prywatyzacji stoczni remontowych w 2004 stwierdził, że: prywatyzację Gdańskiej Stoczni Remontowej S.A. przeprowadzono z uwzględnieniem interesów Skarbu Państwa i pracowników.

## Największe zadania

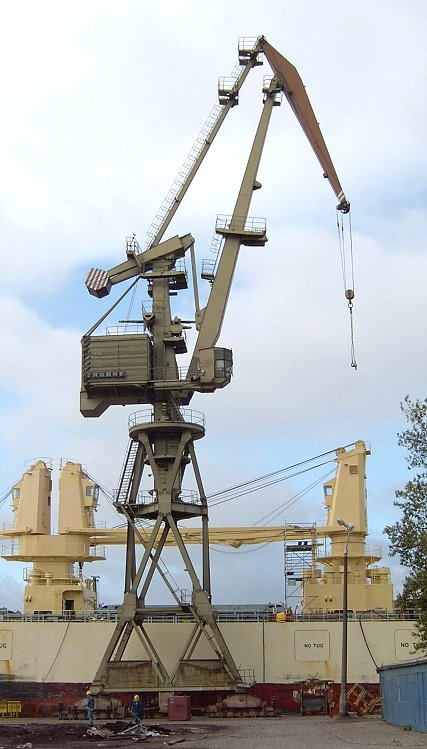
Żuraw stoczniowy w Remontowej

### Remonty
Poza remontami ok. 200 statków wszelkich typów rocznie, w „Remontowej” SA modernizowano jednostki z branży offshore:
- Glomar Arctic IV, Maersk Jutlander, Bredford Dolphin – amerykańskie wieże wiertnicze
- Port Reval – norweska platforma pełniąca rolę bazy hotelowej i technicznej
- jednostki typu shuttle tanker

### Przebudowy
- Petersburg ex. Mukran – przebudowa promu kolejowego na prom samochodowo-pasażerski
- Queen of Scandinavia, Princess of Scandinavia, Prince of Scandinavia, Admiral of Scandinavia, Dana Anglia – przebudowa promów duńskiego armatora DFDS AS zgodnie z zaostrzonymi wymogami bezpieczeństwa na morzu
- Palmira, Paloma – przebudowa promów dla armatora szwajcarskiego
- Sarfaq Ittuk, Sarpik Ittuk – przebudowa promów dla armatora grenlandzkiego
- Silesia, Pomerania, Mikołaj Kopernik, Rogalin, Jan Śniadecki – modernizacja promów dla armatora polskiego
- Nordic Torinita, Nordic Apollo, Wilma Yukon, Betty Knutsen – przebudowy tankowców na statki typu shuttle tanker
- Lodbrog, Prerov – przebudowa promów RORO na kablowce (statki do układania kabli na dnie morza)
- MF Stena Baltica – modernizacja promu, dobudowa pokładów
- Willift Eagle i Willift Falcon – przebudowa tankowców na ciężarowce
- TSS Stefan Batory

#### Przedłużenia
- CT Sun – przedłużenie jednostki o 24 m
- Ask, Urd

### Budowy
- udział w projekcie Hibernia: przebudowa specjalistycznego urządzenia do transportu wieży wiertniczej
- budowa katamaranu do przewozu i posadowienia mostu nad cieśniną Sund
- Szeksna – statek dla armatora rosyjskiego
- MS Horyzont II i MS Nawigator XXI – statki szkoleniowo-badawcze dla Akademii Morskich w Gdyni i Szczecinie
- Nautilus – pogłębiarka dla armatora niemieckiego
- ISKEN – jednostka pływająca do przeładunku węgla

## Grupa Remontowa Holding
Grupa Remontowa Holding S.A. (wcześniej Inwest-Rem S.A.) stanowi grupę kapitałową, w której skład wchodzą m.in.:
- Gdańska Stocznia „Remontowa” im. Józefa Piłsudskiego S.A.
- Remontowa Shipbuilding – budowa i remonty statków i okrętów (dawna Stocznia Północna w Gdańsku)
- Remontowa LNG Systems - kompletne systemy i zbiorniki LNG
- Remontowa Coating & Equipment - zabezpieczenia antykorozyjne i prace wyposażeniowe
- Remontowa Electrical Solutions - usługi i produkcja w zakresie sprzętu radionawigacyjnego,usługi informatyczne
- Remontowa Hydraulic Systems - projektowanie i budowa urządzeń w zakresie hydrauliki okrętowej
- Remontowa Lighting Technologies - producent oświetlenia przemysłowego
- Remontowa Marine Design & Consulting - biuro projektowe branży morskiej i offshore
- Remontowa River Shipyard - budowa, naprawa i modernizacja konstrukcji stalowych i urządzeń dźwignicowych
- Fabryka Mebli Okrętowych FAMOS Sp. z o.o. – projektowanie i produkcja mebli oraz wnętrz okrętowych
- PBUCh SA – budowa i obsługa urządzeń chłodniczych
- Polship Trading GmbH – przedstawicielstwo i pośrednictwo handlowe
- Transrem sp. z o.o. – usługi transportowe
- Gaz-Rem sp. z o.o. – produkcja gazów technicznych
- TAK-REM sp. z o.o. – usługi w zakresie obróbki mechanicznej
- Energo-Rem sp. z o.o. – remonty urządzeń i infrastruktury energetycznej i technicznej
- Ship Painters sp. z o.o. – usługi konserwacyjno-malarskie
- Capital sp. z o.o. – wypożyczanie rusztowań i usługi w tym zakresie
- Zakłady Techniczne TMX sp. z o.o. – naprawa urządzeń dźwignicowych
- Stal-Rem SA – budowa kadłubów statków
- Okrętownictwo i Żegluga sp. z o.o. – usługi wydawnicze (wydawca np. Naszego Morza)

Przychody całej grupy kapitałowej wyniosły w 2011 roku 1,49 mld zł, a zysk netto 114,5 mln zł. W 2019 roku przychody wynosiły 1,23 mld zł, a zysk netto 26 mln zł. W 2023 roku holding osiągnął łączny przychód spółek na poziomie 2,13 mld zł. 